# Gare de Jåttåvågen
La gare de Jåttåvågen  est une halte ferroviaire de la Jærbanen, en Norvège, qui fut mise en service le 6 janvier 2008. La halte ferroviaire se situe entre le lycée de Jåttå et le Viking Stadion.

## Situation ferroviaire
La halte ferroviaire se situe à 591,5 km d'Oslo et à 7,2 km de la gare de Stavanger.

## Halte ferroviaire de Jåttå
La halte ferroviaire de Jåttå  était une halte provisoire qui se trouvait 200 m au nord de la gare actuelle. Elle fut ouverte en 2004 et fut utilisée pour les matchs de football et pour les divers évènements se passant au Viking Stadion. En 2007 une partie des trains locaux commença à s'arrêter régulièrement une fois que le lycée de  Jåttå ouvrit à l'automne 2007. La halte provisoire fut abandonnée en  novembre 2007.

## Service des voyageurs

### Accueil
La halte ferroviaire possède une aubette et des automates. Il y a également un parc à vélo couvert.

### Desserte
La halte ferroviaire est desservie par des trains locaux pour Egersund et Stavanger mais aussi par quelques trains grande ligne pour Kristiansand et Oslo.

### Intermodalité
Il y a une station de taxi à 50 m de la halte ferroviaire et un arrêt de bus à 100 m.

## Ligne du Sørland
| Origine | Arrêt précédent | Train | Train         | Train | Arrêt suivant | Destination |
| ------- | --------------- | ----- | ------------- | ----- | ------------- | ----------- |
| Oslo    | Sandnes sentrum |       | [Non indiqué] |       | Stavanger     | Stavanger   |

## Ligne de Jær
| Origine  | Arrêt précédent | Train | Train         | Train | Arrêt suivant | Destination |
| -------- | --------------- | ----- | ------------- | ----- | ------------- | ----------- |
| Egersund | Gausel          |       | [Non indiqué] |       | Mariero       | Stavanger   |